# Pretura Șimleu
Pretura Șimleu a fost o unitate administrativă din Comitatul Sălaj, cu reședința în Șimleu Silvaniei. 
Dupa Tratatul de la Trianon a fost infiintata Plasa Șimleu Silvaniei. 